# Girijaya (Kersamanah)
Girijaya is een bestuurslaag in het regentschap Garut van de provincie West-Java, Indonesië. Girijaya telt 4664 inwoners (volkstelling 2010).